# Дюк, Джордж
Джордж Дюк (англ. George Duke; 12 января 1946 — 5 августа 2013) — американский джазовый музыкант-клавишник, певец, композитор и продюсер. Автор более тридцати сольных альбомов.
Впервые стал известен после выхода альбома Jean-Luc Ponty Experience with the George Duke Trio, сотрудничал с Фрэнком Заппой в The Mothers of Invention (1970—1971 и 1973—1975), в 1980-е годы продюсировал альбомы Майлса Дэвиса.

## Биография
Учился в средней школе в Милл-Вэлли, в 1967 году получил степень бакалавра музыки со специализацией по классам тромбона, контрабаса и композиции в Консерватории Сан-Франциско. Окончил университет штата Калифорния в Сан-Франциско (класс композиции, магистр). Читал курсы джаза и американской культуры в Мерит-колледже.
В студенческие годы играл с друзьями в гаражной группе в небольших калифорнийских клубах. Начиная с 1967 года экспериментировал в области джаз-фьюжна, записываясь со скрипачом Жаном-Люком Понти, а также выступая вместе с оркестром Дона Эллиса и с Кэннонболлом Эддерли. В то же время он познакомился с Фрэнком Заппой и участвовал в записи большинства его альбомов 1970-х годов.
Спродюсировал и выступил в качестве композитора в двух инструментальных треках в двух альбомах Майлза Дэвиса: «Backyard Ritual» (из альбома Tutu, 1986) и «Cobra» (из альбома Amandla, 1989). В 1979 году в Рио-де-Жанейро записал альбом A Brazilian Love Affair с певцом Милтоном Насименту, перкуссионистом Аирто Морейрой и с певицей Флорой Пурим, наибольшую известность приобрели песни «Cravo e Canela», «Love Reborn», и «Up from the Sea It Arose and Ate Rio in One Swift Bite» в исполнении Насименту. Также в конце 1970-х годов в сольных альбомах Дюка Don’t Let Go и Master of the Game участвовала бразильская певица Шейла Э. (Sheila E.)
Записав синглы в стиле фанк «Reach for It» и «Dukey Stick», Дюк стал одним из влиятельных ритм-н-блюзовых исполнителей.
В 1992 году Джордж Дюк вместе с хормейстером Эдвином Хокинсом спродюсировали песню евангелического хора, которая вошла в фильм Сила веры.
Также Дюк работал музыкальным директором крупных музыкальных фестивалей, в числе которых был и трибьют-концерт, посвящённый Нельсону Манделе, прошедший в 1988 году в Лондоне на стадионе Уэмбли. В 1989 году он временно заменил Маркуса Миллера на должности музыкального директора передачи Sunday Night, транслировавшейся телеканалом NBC, и оставался в этой должности весь первый сезон телепередачи. Выступал в качестве члена жюри в телепроекте Independent Music Awards, где поддерживал начинающих исполнителей.
В 2006 году участвовал в записи сингла певицы Джилл Скотт «Whenever You’re Around», который вошёл в её третий студийный альбом. Летом 2011 года собрал трио для турне по США, состоявшее из Дэвида Санборна, Маркуса Миллера и него самого, и дал около двадцати концертов, собравших аншлаг.
Cкончался 5 августа 2013 года от хронического лимфолейкоза, похоронен на кладбище Голливуд-Хиллз.

### Наследие и влияние
Песни Дюка были перепеты многими исполнителями разных жанров. В частности, аранжировки песни «I Love You More» позаимствовал хаус-дуэт Daft Punk для своего сингла Digital Love; аранжировки песни «Guilty» использовал электронщик Mylo, который добавил их в свою песню «Guilty of Love», вошедшую в альбом Destroy Rock & Roll; отрывки из песни «For Love» были использованы в песне хип-хоп андерграундного исполнителя MF Doom «I Hear Voices»; части композиции «Someday» позаимствовал хип-хоп исполнитель/продюсер Канье Уэст для песни рэпера Common «Break My Heart», которая вошла в его альбом Finding Forever; соул-ритм-н-блюзовые аранжировки песни «You and Me» использовал хип-хоп-продюсер 9th Wonder в композиции «Spirit Of ’94», записанной совместно с рэпером Kaze и вошедшей в альбом Spirit Of ’94: Version 9.0; и, наконец, части композиции «Reach for It», использовали: Айс Кьюб в сингле «True to the Game» из альбома Death Certificate, а также Spice 1 в своём дебютном альбоме «In My Neighborhood» и W.C. & The Maad Circle (в будущем Mack 10 & Ice Cube) в песне «West Up» в альбоме «Curb Servin’». Аранжировки песни «My Soul» использовал Madlib в своём треке «Mingus» из альбома «Advanced Jazz», вошедшего в антологию «Madlib Medicine Show» под каталожным номером 8.
В 1999 году был номинирован на премию Грэмми за альбом After Hours в номинации на лучшего исполнителя современного джаза. В декабре 2012 года был введён в Зал славы соул-музыки (англ. The SoulMusic Hall Of Fame) по результатам народного голосования на сайте SoulMusic.com.

## Дискография

### Сольные альбомы
| Название                                                     | Год  | Лейбл          |  |
| ------------------------------------------------------------ | ---- | -------------- |  |
| George Duke Quartet Presented by the Jazz Workshop           | 1966 | MPS,SABA       |  |
| The Jean-Luc Ponty Experience with the George Duke Trio      | 1969 | Pacific Jazz   |  |
| Save the Country                                             | 1970 | Pickwick       |  |
| Solus                                                        | 1971 | MPS,SABA       |  |
| The Inner Source (2-LP)                                      | 1973 | MPS/BASF       |  |
| Faces in Reflection                                          | 1974 | MPS/BASF       |  |
| Feel                                                         | 1974 | MPS/BASF       |  |
| The Aura Will Prevail                                        | 1974 | MPS/BASF       |  |
| I Love the Blues, She Heard My Cry                           | 1975 | MPS/BASF       |  |
| Liberated Fantasies                                          | 1976 | MPS/BASF       |  |
| The Billy Cobham — George Duke Band 'Live' on Tour in Europe | 1976 | Atlantic       |  |
| The Dream                                                    | 1976 | MPS/BASF       |  |
| From Me to You                                               | 1977 | Epic/CBS       |  |
| Reach for It                                                 | 1977 | Epic/CBS       |  |
| Don’t Let Go                                                 | 1978 | Epic/CBS       |  |
| Follow the Rainbow                                           | 1979 | Epic/CBS       |  |
| Master of the Game                                           | 1979 | Epic/CBS       |  |
| A Brazilian Love Affair                                      | 1980 | Epic/CBS       |  |
| Clarke/Duke Project                                          | 1981 | Epic/CBS       |  |
| Dream On                                                     | 1982 | Epic/CBS       |  |
| Clarke/Duke Project 2                                        | 1983 | Epic/CBS       |  |
| Guardian of the Light                                        | 1983 | Epic/CBS       |  |
| Rendezvous                                                   | 1984 | Epic/CBS       |  |
| Thief in the Night                                           | 1985 | Elektra        |  |
| George Duke                                                  | 1986 | Elektra        |  |
| Night After Night                                            | 1989 | Elektra        |  |
| Clarke/Duke Project 3                                        | 1990 | Epic/CBS       |  |
| Snapshot                                                     | 1992 | Warner Bros.   |  |
| Muir Woods Suite                                             | 1993 | Warner Bros.   |  |
| Illusions                                                    | 1995 | Warner Bros.   |  |
| Is Love Enough                                               | 1997 | Warner Bros.   |  |
| After Hours                                                  | 1998 | Warner Bros.   |  |
| Cool                                                         | 2000 | Warner Bros.   |  |
| Face the Music                                               | 2002 | Bizarre Planet |  |
| Duke                                                         | 2005 | Bizarre Planet |  |
| In a Mellow Tone                                             | 2006 | Bizarre Planet |  |
| Dukey Treats                                                 | 2008 | Heads Up       |  |
| Déjà Vu                                                      | 2010 | Telarc Jazz    |  |
| Dreamweaver                                                  | 2013 | Heads Up       |  |

### Сборники
| Название                                           | Год  | Лейбл     | EAN           |  |
| -------------------------------------------------- | ---- | --------- | ------------- |  |
| The Essential George Duke (2CD)                    | 2004 | Sony      | 4606817001313 |  |
| My Soul — The Complete MPS Fusion Recordings (4CD) | 2008 | Universal | 0602517515048 |  |

### В качестве приглашённого музыканта
С Элом Джерро
- Breakin' Away (Warner Bros. Records 1981)

С Фрэнком Заппой и The Mothers of Invention
- Chunga's Revenge (Bizarre/Reprise, 1970)
- 200 Motels (United Artists, 1971)
- Waka/Jawaka (Bizarre/Reprise, 1972)
- The Grand Wazoo (Bizarre/Reprise, 1972)
- Over-Nite Sensation (DiscReet, 1973)
- Apostrophe (') (DiscReet, 1974)
- Roxy & Elsewhere (DiscReet, 1974)
- One Size Fits All (DiscReet, 1975)
- Bongo Fury (DiscReet, 1975)
- Studio Tan (DiscReet, 1978)
- Sleep Dirt (DiscReet, 1979)
- Them or Us (Barking Pumpkin, 1984)
- You Can't Do That on Stage Anymore, Vol. 2 (Rykodisc, 1988)
- Läther (Rykodisc, 1996)
- The Dub Room Special (Zappa, 2007)
- Road Tapes, Venue 2 (Zappa, 2013)
- A Token Of His Extreme (Zappa, 2013)
- Roxy by Proxy (Zappa, 2014)

С группой Third World
- Lagos Jump (CBS 1983)
- Try Jah Love (CBS 1982)

С The Keynotes
- Get On That Gospel Train (MPS, 1973)

С Джином Аммансом
- Brasswind (Prestige, 1974)

С Билли Кобэмом
- Crosswinds (Atlantic, 1974)
- B.C. (Columbia, 1979)
- Picture This (GRP, 1987)

 С Эдди Хендерсоном
- Sunburst (Blue Note, 1975)

С Альфонсом Маузоном
- The Man Incognito (Blue Note, 1975)

С Аирто Морейрой
- Virgin Land (Salvation, 1974)

С Флорой Пурим
- Stories To Tell (Milestone Records, 1974)
- Open Your Eyes, You Can Fly (Milestone Records, 1976)
- That’s What She Said (Milestone Records, 1978)
- Carry On (Warner Bros, 1979)

С Майклом Джексоном
- Off the Wall (Epic, 1979)

Со Стэнли Кларком
- School Days (1976)

С Жаном-Люком Понти
- Electric Connection (1969)
- King Kong: Jean-Luc Ponty Plays the Music of Frank Zappa (World Pacific/Liberty, 1970)
- Individual Choice (Atlantic, 1983)

С Денисом Уильямсом
- Let’s Hear It For the Boy (Columbia, 1984)
- Love, Niecy Style (Shanachie, 2007)

С Майлзом Дэвисом
- Tutu (Warner Bros, 1986)
- Amandla (Warner Bros, 1989)

С Дианой Ривс
- Dianne Reeves (Blue Note, 1987)
- Never Too Far (EMI, 1989)
- Quiet After the Storm (Blue Note, 1995)
- Bridges (Blue Note, 1999)
- In the Moment – Live in Concert (Blue Note, 2000)
- Beautiful Life (Concord, 2014)

С Джоном Скофилдом
- Loud Jazz (Gramophone, 1988)

С Шанте Мур
- Precious (Silas/MCA, 1992)
- A Love Supreme (Silas/MCA, 1994)
- Love the Woman (Peak, 2008)

С Джо Самплом
- Sample This (Warner Bros, 1997)

С Филом Коллинзом
- A Hot Night in Paris (Atlantic, 1999)

С Региной Белль
- Lazy Afternoon (2004)

C Ларисой Долиной
- Hollywood Mood (2008)
- Route 55 (2010)

С Тиной Мари
- Congo Square (2009)